# Cernotina cygnaea
Cernotina cygnaea är en nattsländeart som beskrevs av Oliver S. Flint Jr. 1971. Cernotina cygnaea ingår i släktet Cernotina och familjen fångstnätnattsländor. Inga underarter finns listade i Catalogue of Life.